# United States Central Command
United States Central Command (USCENTCOM), Förenta staternas centralkommando, är det försvarsgrensövergripande militärkommandot med ansvar att försvara och upprätthålla USA:s säkerhetspolitiska intressen i Mellanöstern och Centralasien. Kommandots militärbefälhavare lyder direkt under försvarsministern, och försvarschefen fungerar som mellanhand. Sedan militärkommandot bildades 1983 har man lett flera offensiva operationer: Kuwaitkriget 1991 under ledning av general Norman Schwarzkopf och Irakkriget 2003 under ledning av general Tommy Franks.  
USA:s styrkor i Afghanistan och Irak leds av militärbefälhavaren för USCENTCOM. Befälhavaren för USA:s insatsstyrka i Afghanistan är också befälhavare för den av FN:s säkerhetsråd auktoriserade Nato-styrkan International Security Assistance Force (ISAF).
I april 2019 godkände Irans president Hassan Rouhani en ny lag som säger att alla amerikanska trupper i Mellanöstern är terrorister och att Centcom är en terroristorganisation.

## Komponenter

### Försvarsgrenskomponenter
| Symbol | Namn                               | Förkortning | Högkvarter                                                         | Beskrivning                    |
|        | Air Forces Central/Ninth Air Force | AFCENT/9 AF | Shaw Air Force Base, South Carolina samt Al Udeid Air Base i Qatar | Komponent från USA:s flygvapen |
|        | U.S. Army Central                  | ARCENT      | Shaw Air Force Base, South Carolina samt Camp Arifjan i Kuwait     | Komponent från USA:s armé      |
|        | U.S. Marine Forces Central Command | USMARCENT   | MacDill Air Force Base, Florida                                    | Komponent från USA:s marinkår  |
|        | Naval Forces Central Command       | NAVCENT     | Naval Support Activity Bahrain                                     | Komponent från USA:s flotta    |

### Övriga
- Multi-National Force – Iraq (MNF-I) 2004-2009
- United States Forces - Afghanistan (USFOR-A)[2]
- United States Forces – Iraq (USF–I) 2010-2011
- United States Special Operations Command Central (SOCCENT)

## Militärbefälhavare
| Nr   | Porträtt | Namn                            | Försvarsgren | Tillträdde       | Avgick                      |
| ---- | -------- | ------------------------------- | ------------ | ---------------- | --------------------------- |
| 1    |          | General Robert C. Kingston      | Armén        | 1 januari 1983   | 27 november 1985            |
| 2    |          | General George B. Crist         | Marinkåren   | 27 november 1985 | 23 november 1988            |
| 3    |          | General H. Norman Schwarzkopf   | Armén        | 23 november 1988 | 9 augusti 1991              |
| 4    |          | General Joseph P. Hoar          | Marinkåren   | 9 augusti 1991   | 5 augusti 1994              |
| 5    |          | General J. H. Binford Peay III  | Armén        | 5 augusti 1994   | 13 augusti 1997             |
| 6    |          | General Anthony C. Zinni        | Marinkåren   | 13 augusti 1997  | 6 juli 2000                 |
| 7    |          | General Tommy Franks            | Armén        | 6 juli 2000      | 7 juli 2003                 |
| 8    |          | General John P. Abizaid         | Armén        | 7 juli 2003      | 16 mars 2007                |
| 9    |          | Amiral William J. Fallon        | Flottan      | 16 mars 2007     | 28 mars 2008                |
| (tf) |          | Generallöjtnant Martin Dempsey  | Armén        | 28 mars 2008     | 31 oktober 2008             |
| 10   |          | General David Petraeus          | Armén        | 31 oktober 2008  | 30 juni 2010                |
| (tf) |          | Generallöjtnant John R. Allen   | Marinkåren   | 30 juni 2010     | 11 augusti 2010             |
| 11   |          | General James Mattis            | Marinkåren   | 11 augusti 2010  | 22 mars 2013                |
| 12   |          | General Lloyd Austin            | Armén        | 22 mars 2013     | 30 mars 2016                |
| 13   |          | General Joseph Votel            | Armén        | 30 mars 2016     | 28 mars 2019                |
| 14   |          | General Kenneth F. McKenzie Jr. | Marinkåren   | 28 mars 2019     | nuvarande befattningshavare |

### Notförteckning
1. ↑  ”Iran designates as terrorists all U.S. troops in Middle East” (på engelska). Reuters. 30 april 2019. https://www.reuters.com/article/us-usa-iran-rouhani-idUSKCN1S61GB. Läst 12 januari 2021.
2. ↑  (engelska) Defense Department Activates U.S. Forces-Afghanistan, No. 846-08 October 06, 2008